# Predrag Mijatović
Predrag "Peđa" Mijatović (serbiska: Предраг Пеђа" Мијатовић), född 19 januari 1969 i Titograd, Jugoslavien (numera Podgorica, Montenegro), är en montenegrinsk före detta professionell fotbollsspelare. Under spelarkarriären, som sträckte sig mellan 1987 och 2004, spelade Mijatović bland annat i Partizan, Valencia, Real Madrid och Fiorentina. Han spelade 73 landskamper och gjorde 28 mål för de jugoslaviska landslagen (SFR Jugoslavien och FR Jugoslavien). Mellan 2006 och 2009 var Mijatović sportdirektör i Real Madrid.